# 今、ふたりの道
『今、ふたりの道』（いま ふたりのみち）は、宮城県が企画・製作した、復興情報発信の短編アニメーションである。

## ストーリー
父と同じ医者を目指すべきか迷っている我妻淳と、当然のように漁師を継ぐ予定だった佐藤薫平。青春を謳歌、将来を語り合う二人に東日本大震災が襲いかかる。
およそ5分20秒という短い中に若者たちの葛藤、震災の恐ろしさ、復興の過程が表現される。復興支援の謝意、震災の記憶の風化を防ぎたいと言うメッセージが込められている。

## 登場人物
我妻 淳 (あがつま じゅん)
声 - 安室夏
女子高校生。16歳。医者を父に持つ将来について悩んでいたが、地元で医者になることを決心する。
佐藤 薫平(さとう くんぺい)
声 - 島﨑信長
男子高校生。16歳。父が漁師で継ぐことを決めていたが、震災の影響で進路が変わった。
目的もなく藤の仕事を手伝っていたが、農家の仕事をすることになる。
藤 芳雄
声 - 山寺宏一
震災後、薫平に住む場所と仕事を提供してくれた。薫平に仕事を続けないか提案する。

## スタッフ
- 監督・脚本・絵コンテ・演出 - 西澤晋
- キャラクターデザイン・作画監督 - 橋本航平
- 美術監督 - 李書九
- 色彩設定 - 木村涼
- 撮影監督 - 老平英
- 音楽・音響監督 - 青木伸彦
- 制作 - 株式会社旭プロダクション・宮城白石スタジオ
- 製作 - 宮城県

## 放送
2015年3月8日にBS11「ウィークリーニュースONZE」内で放送。
同年3月11日にニコニコ動画およびバンダイチャンネルにて1ヶ月間無料配信された。